# Copa Africana de Naciones 1976
La Copa Africana de Naciones de 1976 fue la décima edición del torneo de fútbol más importante de naciones de África. Fue organizado en Etiopía. Jugaron ocho equipos distribuidos en dos grupos de cuatro equipos, en los que se clasificaban los dos primeros de cada grupo para el cuadrangular final del torneo. La selección de Marruecos ganó su primer campeonato quedando por delante de Guinea en el grupo final.

## Sedes
| Adís Abeba            | Addis Ababa Dire Dawa | Dire Dawa         |
| Estadio de Adís Abeba | Addis Ababa Dire Dawa | Estadio Dire Dawa |
| Capacidad: 30,000     | Addis Ababa Dire Dawa | Capacidad: 18,000 |
|                       | Addis Ababa Dire Dawa |                   |

## Equipos participantes
Para el proceso de clasificación, véase Clasificación para la Copa Africana de Naciones de 1976
| Equipos participantes | Equipos participantes | Equipos participantes | Equipos participantes |
| --------------------- | --------------------- | --------------------- | --------------------- |
| Guinea                | Egipto                | Etiopía               | Uganda                |
| Marruecos             | Nigeria               | Sudán                 | Zaire                 |

## Resultados

### Primera fase

#### Grupo A
| Equipo  | Pts | PJ | PG | PE | PP | GF | GC | Dif |
| ------- | --- | -- | -- | -- | -- | -- | -- | --- |
| Guinea  | 5   | 3  | 2  | 1  | 0  | 5  | 3  | 2   |
| Egipto  | 4   | 3  | 1  | 2  | 0  | 4  | 3  | 1   |
| Etiopía | 3   | 3  | 1  | 1  | 1  | 4  | 3  | 1   |
| Uganda  | 0   | 3  | 0  | 0  | 3  | 2  | 6  | -4  |

| 29 de febrero de 1976 | Etiopía                   | 2:0 (1:0) | Uganda | Estadio de Adís Abeba, Adís Abeba                              |                                                                |
|                       | Sheferaw 2' · Tesfaye 83' |           |        | Asistencia: 30.000 espectadores Árbitro(s): Abdelkader Aouissi | Asistencia: 30.000 espectadores Árbitro(s): Abdelkader Aouissi |

| 29 de febrero de 1976 | Egipto    | 1:1 (1:1) | Guinea              | Estadio de Adís Abeba, Adís Abeba                           |                                                             |
|                       | Basri 43' |           | B. Sylla 44' (pen.) | Asistencia: 30.000 espectadores Árbitro(s): Youssou N'Diaye | Asistencia: 30.000 espectadores Árbitro(s): Youssou N'Diaye |

| 3 de marzo de 1976 | Egipto                | 2:1 (2:1) | Uganda   | Estadio de Adís Abeba, Adís Abeba     |                                       |
|                    | Abdou 26' · Basri 32' |           | Obua 21' | Árbitro(s): Théophile Lawson-Hétchéli | Árbitro(s): Théophile Lawson-Hétchéli |

| 3 de marzo de 1976 | Guinea                  | 2:1 (1:1) | Etiopía      | Estadio de Adís Abeba, Adís Abeba |                        |
|                    | N'Jo Léa 15' · Sory 85' |           | Sheferaw 40' | Árbitro(s): Saad Gamar            | Árbitro(s): Saad Gamar |

| 5 de marzo de 1976 | Guinea                  | 2:1 (2:0) | Uganda     | Estadio de Adís Abeba, Adís Abeba                        |                                                          |
|                    | N'Jo Léa 2' · Sylla 20' |           | Muguwa 85' | Asistencia: 25.000 espectadores Árbitro(s): Ala Amenghor | Asistencia: 25.000 espectadores Árbitro(s): Ala Amenghor |

| 5 de marzo de 1976 | Etiopía | 1:1 (0:1) | Egipto     | Estadio de Adís Abeba, Adís Abeba                              |                                                                |
|                    | Alí 46' |           | Cheata 26' | Asistencia: 25.000 espectadores Árbitro(s): Abdelkader Aouissi | Asistencia: 25.000 espectadores Árbitro(s): Abdelkader Aouissi |

#### Grupo B
| Equipo    | Pts | PJ | PG | PE | PP | GF | GC | Dif |
| --------- | --- | -- | -- | -- | -- | -- | -- | --- |
| Marruecos | 5   | 3  | 2  | 1  | 0  | 6  | 3  | 3   |
| Nigeria   | 4   | 3  | 2  | 0  | 1  | 6  | 5  | 1   |
| Sudán     | 2   | 3  | 0  | 2  | 1  | 3  | 4  | -1  |
| Zaire     | 1   | 3  | 0  | 1  | 2  | 3  | 6  | -3  |

| 1 de marzo de 1976 | Nigeria                                       | 4:2 (3:0) | Zaire                | Dire Dawa Stadium, Dire Dawa                           |                                                        |
|                    | Otu 28' 44' · Ojebodu 37' (pen.) · Usiyan 90' |           | Babo 51' · Ekofa 58' | Asistencia: 4.000 espectadores Árbitro(s): Hédi Seoudi | Asistencia: 4.000 espectadores Árbitro(s): Hédi Seoudi |

| 1 de marzo de 1976 | Marruecos               | 2:2 (1:1) | Sudán                  | Dire Dawa Stadium, Dire Dawa                              |                                                           |
|                    | Chérif 1' · Abouali 58' |           | Gagarine 9' (pen.) 79' | Asistencia: 4.000 espectadores Árbitro(s): Gratian Matovu | Asistencia: 4.000 espectadores Árbitro(s): Gratian Matovu |

| 4 de marzo de 1976 | Nigeria   | 1:0 (1:0) | Sudán | Dire Dawa Stadium, Dire Dawa                              |                                                           |
|                    | Usiyen 8' |           |       | Asistencia: 4.000 espectadores Árbitro(s): Nyirenda Chayu | Asistencia: 4.000 espectadores Árbitro(s): Nyirenda Chayu |

| 4 de marzo de 1976 | Marruecos    | 1:0 (0:0) | Zaire | Dire Dawa Stadium, Dire Dawa                              |                                                           |
|                    | Zahraoui 80' |           |       | Asistencia: 4.000 espectadores Árbitro(s): Yousef Arghoul | Asistencia: 4.000 espectadores Árbitro(s): Yousef Arghoul |

| 6 de marzo de 1976 | Marruecos                         | 3:1 (2:1) | Nigeria           | Dire Dawa Stadium, Dire Dawa                            |                                                         |
|                    | Faras 8' · Tazi 19' · Chebbak 81' |           | Ojebode 5' (pen.) | Asistencia: 4.000 espectadores Árbitro(s): Bernard Grah | Asistencia: 4.000 espectadores Árbitro(s): Bernard Grah |

| 6 de marzo de 1976 | Zaire      | 1:1 (1:1) | Sudán        | Dire Dawa Stadium, Dire Dawa                              |                                                           |
|                    | N'Daye 41' |           | Gagarine 14' | Asistencia: 4.000 espectadores Árbitro(s): Gratian Matovu | Asistencia: 4.000 espectadores Árbitro(s): Gratian Matovu |

### Fase final
| Equipo    | Pts | PJ | PG | PE | PP | GF | GC | Dif |
| --------- | --- | -- | -- | -- | -- | -- | -- | --- |
| Marruecos | 5   | 3  | 2  | 1  | 0  | 5  | 3  | 2   |
| Guinea    | 4   | 3  | 1  | 2  | 0  | 6  | 4  | 2   |
| Nigeria   | 3   | 3  | 1  | 1  | 1  | 5  | 5  | 0   |
| Egipto    | 0   | 3  | 0  | 0  | 3  | 5  | 9  | -4  |

| 9 de marzo de 1976 | Guinea     | 1:1 (0:0) | Nigeria   | Estadio de Adís Abeba, Adís Abeba                       |                                                         |
|                    | Camara 88' |           | Lawal 55' | Asistencia: 10.000 espectadores Árbitro(s): Hédi Seoudi | Asistencia: 10.000 espectadores Árbitro(s): Hédi Seoudi |

| 9 de marzo de 1976 | Marruecos                | 2:1 (1:1) | Egipto    | Estadio de Adís Abeba, Adís Abeba                          |                                                            |
|                    | Faras 23' · Zahraoui 88' |           | Rehab 34' | Asistencia: 10.000 espectadores Árbitro(s): Yousef Arghoul | Asistencia: 10.000 espectadores Árbitro(s): Yousef Arghoul |

| 11 de marzo de 1976 | Marruecos               | 2:1 (0:0) | Nigeria | Estadio de Adís Abeba, Adís Abeba                           |                                                             |
|                     | Faras 82' · Guezzar 87' |           | Otu 57' | Asistencia: 10.000 espectadores Árbitro(s): Youssou N'Diaye | Asistencia: 10.000 espectadores Árbitro(s): Youssou N'Diaye |

| 11 de marzo de 1976 | Guinea                                               | 4:2 (1:1) | Egipto                     | Estadio de Adís Abeba, Adís Abeba                                     |                                                                       |
|                     | N'Jo Léa 24', 65' · Ghanem 53' (a.g.) · M. Sylla 62' |           | Abdou 33' · El-Seyagui 86' | Asistencia: 10.000 espectadores Árbitro(s): Théophile Lawson-Hétchéli | Asistencia: 10.000 espectadores Árbitro(s): Théophile Lawson-Hétchéli |

| 14 de marzo de 1976 | Nigeria                     | 3:2 (1:2) | Egipto                    | Estadio de Adís Abeba, Adís Abeba                        |                                                          |
|                     | Ilerika 35' 62' · Lawal 82' |           | Al-Khatib 7' · Ussama 41' | Asistencia: 25.000 espectadores Árbitro(s): Bernard Grah | Asistencia: 25.000 espectadores Árbitro(s): Bernard Grah |

| 14 de marzo de 1976 | Marruecos      | 1:1 (1:0) | Guinea   | Estadio de Adís Abeba, Adís Abeba                          |                                                            |
|                     | Souleymane 33' |           | Baba 86' | Asistencia: 30.000 espectadores Árbitro(s): Nyirenda Chayu | Asistencia: 30.000 espectadores Árbitro(s): Nyirenda Chayu |

|                               |
| Bandera de Marruecos          |
| Campeón Marruecos 1.er título |

## Clasificación general
| Equipo | Equipo    | Pts | PJ | PG | PE | PP | GF | GC | Dif | Rend  |
| ------ | --------- | --- | -- | -- | -- | -- | -- | -- | --- | ----- |
| 1      | Marruecos | 10  | 6  | 4  | 2  | 0  | 11 | 6  | 5   | 83,3% |
| 2      | Guinea    | 9   | 6  | 3  | 3  | 0  | 11 | 7  | 4   | 75%   |
| 3      | Nigeria   | 7   | 6  | 3  | 1  | 2  | 11 | 10 | 1   | 58,3% |
| 4      | Egipto    | 4   | 6  | 1  | 2  | 3  | 9  | 12 | -3  | 33,3% |
| 5      | Etiopía   | 3   | 3  | 1  | 1  | 1  | 4  | 3  | 1   | 50%   |
| 6      | Sudán     | 2   | 3  | 0  | 2  | 1  | 3  | 4  | -1  | 33,3% |
| 7      | Zaire     | 1   | 3  | 0  | 1  | 2  | 3  | 6  | -3  | 16,6% |
| 8      | Uganda    | 0   | 3  | 0  | 0  | 3  | 2  | 6  | -4  | 0%    |

## Goleadores
4 goles
- Mamadou Aliou Keïta

3 goles
- Ahmed Faras
- Baba Otu Mohammed
- Ali Gagarin

2 goles
- Mustafa Abdou
- Taha Basri
- Solomon Sheferahu
- Abdelâali Zahraoui
- Haruna Ilerika
- Muda Lawal
- Sam Ojebode
- Thompson Usiyan
- Bengally Sylla

1 gol
- Ahmed Abou Rehab
- Hassan Shehata
- Mahmoud El Khatib
- Mohamed El-Seyagui
- Osama Khalil
- Mohamed Ali
- Tesfaye Seyoum
- Papa Camara
- Chérif Souleymane
- Petit Sory
- Morciré Sylla
- Ahmed Abouali
- Mustapha "Chérif" Fetoui
- Redouane El Guezzar
- Larbi Chebbak
- Ahmed "Baba" Makrouh
- Abdallah Tazi
- Denis Obua
- Jimmy Muguwa
- Kabasu Babo
- Mbungu Ekofa
- Ndaye Mulamba

Autogol
- Ghanem Sultan (ante Guinea)

## Equipo estelar
| Porteros        | Defensores                                             | Mediocampistas                                 | Delanteros             |
| --------------- | ------------------------------------------------------ | ---------------------------------------------- | ---------------------- |
| Mohammed Hazzaz | Cherif Moustafa Younis Chérif Souleymane Djibril Diara | Tolde Farouk Gaafar Haruna Ilerika Kunle Awesu | Petit Sory Ahmed Faras |